# Depositphotos
Depositphotos é uma empresa que opera um site de conteúdo isento de royalties com sede em Nova York, nos Estados Unidos. Foi fundada por Dmitry Sergeev em novembro de 2009 em Kiev, na Ucrânia. A biblioteca Depositphotos tem mais de 200 milhões de arquivos, incluindo fotos, imagens vetoriais, videoclipes, e arquivos editoriais isentos de royalties. Em 2012, a biblioteca Depositphotos ultrapassou 10 milhões de arquivos em menos de quatro anos e foi considerado um dos fotobancos de crescimento mais rápido no mundo.
A biblioteca Depositphotos consiste em 200 milhões de arquivos e inclui uma comunidade de 100.000 colaboradores.

## História
Em novembro de 2009, o empresário Dmitry Sergeev fundou o Depositphotos em Kiev, a capital da Ucrânia. Em 2011, o Depositphotos recebeu US$ 3 milhões em financiamento da Series A de investimentos TMT listados no AIM.
Em 2013, em concorrência direta com Foap e EyeEm o Depositphotos lançou o Clashot, um serviço de venda e compra de fotografias móveis que recebeu o prêmio de Melhor Aplicativo Móvel na Microstock Expo em Berlim.
Durante 2013, a biblioteca Depositphotos cresceu para 20 milhão de arquivos e registrou seu milionésimo cliente. No mesmo ano, a Forbes Ucrânia deu à agência microstock uma avaliação de quase US$ 100. milhão. Em 2014, a Depositphotos lançou o Bird In Flight, uma revista online sobre fotografia e cultura visual, que também inclui a revista online WAS e um prémio internacional de fotografia "Bird In Flight Prize". O segundo grande investimento da empresa foi do BERD e TMT Investments em dezembro de 2015. No ano seguinte, o tamanho da biblioteca cresceu para 50 milhões de arquivos e a empresa lançou a Enterprise Solution, uma plataforma para clientes corporativos e colaboração de equipe mais eficiente.
Em 2017, a Depositphotos anunciou o lançamento do Crello, uma ferramenta de design gráfico online com modelos prontos para criar designs sem habilidades profissionais. No mesmo ano, a empresa abriu a Lightfield Productions, o maior estúdio fotográfico da Europa Oriental. A biblioteca Depositphotos comemorou 100 milhões de arquivos em 2019. Crello, uma das marcas do Depositphotos, lançou seus aplicativos móveis para iOS e Android. Em 2019, o aplicativo Clashot foi encerrado. Em outubro de 2021, a Depositphotos e todas as subsidiárias foram adquiridas pela Vistaprint por um preço total de US$ 85 milhões. Crello será renomeado para VistaCreate. Vadim Nekhai, ex-CEO da Despositphotos, torna-se vice-presidente da VistaCreate.

## Marcas

### Lightfield Productions
Em 2017, a Depositphotos abriu a Lightfield Productions, o maior estúdio fotográfico da Europa Oriental para ajudar a formar uma comunidade de fotógrafos na Ucrânia. O estúdio também funciona como centro educacional e plataforma de eventos.

### Focused Collection
Lançada em 2018, a Focused Collection é um mercado premium para imagens de banco de imagens e inclui mais de 400.000 imagens de artistas e agências selecionados. As agências parceiras incluem 500px, Image Source e StockFood.

## Eventos e projetos
Em 2018 e 2019, a Depositphotos organizou a Social Media Week Kyiv como parte da rede mundial da Social Media Week que acontece anualmente nas principais cidades globais. Em 2019, a Depositphotos lançou o Creative Loop, um evento internacional para criadores interessados em design, publicidade e produção. No mesmo ano, a Depositphotos organizou o festival internacional de criatividade OFFF Kyiv e apoiou a exposição de arte Ucrânia WOW.